# Катул
Вижте пояснителната страница за други личности с името Катул.
Гай Валерий Кату̀л (на латински: Gaius Valerius Catullus) е римски поет от 1 век пр.н.е.

## Биография
Роден е в град Верона, провинция Цизалпийска Галия, през 87 пр.н.е. в знатно семейство. Според Светоний бащата на Катул бил в приятелски отношения с Цезар. Около 60 пр.н.е. Катул се преселва в Рим, където се сприятелява с историка Корнелий Непот, поетите Лициний Калв и Хелвий Цина и оратора Хортензий Хортал. Влюбва се в Клодия, сестра на Клодий Пулхер и съпруга на Квинт Цецилий Метел Целер, която възпява в стиховете си под името „Лесбия“.
Въпреки знатния си произход и връзките си с представители на елита Катул страни от обществения живот и се отнася с насмешка към политическите борби в Рим. В стиховете си не се колебае да се подиграва със силните на деня като Цезар, към когото отправя и следното двустишие:
Цезаре, вярвай, съвсем не желая на теб да се нравя,
никак не искам да знам чер ли си, или си бял.
През 57 пр.н.е. Катул съпровожда приятеля си Гай Мемий Гемел, който е назначен за управител на провинция Витиния. На връщане минава през Ретей в областта Троада, за да почете гроба на брат си. Умира в Рим, вероятно през 54 пр.н.е.

## Творчество
Катул е част от т.нар. „нови поети“ (на латински: poetae novi) или „неотерици“ (от гръцкото neoteroi – „(по-)млади“). Това е група млади поети, които се противопоставят на владеещото римската литература преклонение пред миналото и изконните римски ценности и по образеца на елинистическите поети се обръщат към вътрешните преживявания и се стараят да създават остроумни и изящни стихове, демонстриращи таланта и начетеността им. Предпочитани са малките форми – лирика, елегии, епиграми, малки епоси (епилиони). Самият Катул нарича произведенията си „шеги“ (на латински: nugae).
От поезията на Катул е запазен сборник със 116 стихотворения, посветен на историка Корнелий Непот. Сборникът е бил запазен в един-единствен ръкопис, открит в началото на 14 век във Верона и впоследствие изгубен.
Първите 60 стихотворения са в различни стихотворни размери като Фалеков стих (единадесетосричник), холиямб, сапфическа строфа, Асклепиадов стих и т.н. Много от тези размери са въведени в римската поезия за пръв път именно от Катул. В центъра на сбирката са поставени няколко по-големи поеми – две сватбени песни (LXI и LXII), поема за Атис (LXIII); епилион за сватбата на Пелей и Тетида (LXIV); и четири елегии (LXV-LXVIII). Останалата част от сборника съдържа кратки стихотворения в размер елегически дистихон.
Най-много са стиховете, посветени на любовта към Лесбия, които разкриват бурните чувства на поета във всичките им проявления – любов и омраза, страдание и радост, преданост и ревност, възторг и разочарование. Друга голяма група стихове е свързана с приятелите и неприятелите на Катул – шеговит и благ към едните и груб и циничен към другите. Сбирката включва и два превода от гръцки – „Струва ми се равен на боговете“ (LI, по Сафо) и „Къдрицата на Береника“ (LXVI, превод на елегия на Калимах).

## Издания на български
- Катул. Стихотворения. Превод от латински Яна Букова. Стигмати. София, 2010.
  - Изданието съдържа цялата запазена поезия на Катул, обширна уводна статия и бележки.

## Изследвания
- Симона Стоянова. „Катул и Байрон – влияние и подражание“. – Ах, Мария, 2011. Обсебена от Античността.